# Odra Wschodnia
Odra Wschodnia – rzeka, wschodnie ramię Odry od miejscowości Widuchowa do granic Szczecina, tj. części miasta Klucz. Przez Odrę Wschodnią płynie obecnie większość wód Odry, które następnie uchodzą przez Skośnicę do Odry Zachodniej oraz przez Regalicę do jeziora Dąbie i dalej do Odry poprzez kanał. Stanowi odcinek śródlądowej drogi wodnej o długości 26,4 km, przez który płyną statki z górnego biegu Odry do portu Szczecin.
Rzeka płynie w Dolinie Dolnej Odry, wytyczając razem z Odrą Zachodnią obszar zwany Międzyodrzem, na którym został utworzony Park Krajobrazowy Dolina Dolnej Odry. Obszar Międzyodrza jest poprzecinany siecią kanałów i starorzeczy, połączonych z Odrą Wschodnią i Zachodnią.
Od podziału ramion Odry do przejścia w Regalicę, Odra Wschodnia biegnie na obszarze powiatu gryfińskiego.

## Przebieg
Odra Wschodnia na odcinku od Widuchowej do Gryfina powstała jako sztucznie wykonany przekop, podczas gdy Odra Zachodnia stanowi pierwotne koryto rzeki.
Ramiona Odry rozdzielają się w odległości 704,1 km od źródła rzeki, w pobliżu wsi Widuchowa. Przy rozdzieleniu na Odrze Zachodniej znajduje się jaz zastawkowy. Obecnie większość wód Odry płynie Odrą Wschodnią, która pod Szczecinem rozdziela się na strugę Skośnicę uchodzącą do Odry Zachodniej, a także dalsze ramię (rzekę) Regalicę. Wody Regalicy uchodzą do jeziora Dąbie, a następnie poprzez kanały łączą się z głównym nurtem Odry.
Dopływy: Stara Regalica, Kanał Dolna Odra, Omulna, Pniewa, Kanał Szeroki, Tywa, Kanał Drzewny, Kanał Klucki.

## Infrastruktura
Odra Wschodnia stanowi część śródlądowej drogi wodnej klasy Vb, zwanej w całości Odrzańską Drogą Wodną. Administruje nią Regionalny Zarząd Gospodarki Wodnej w Szczecinie.
Na prawym brzegu Odry Wschodniej, w Nowym Czarnowie, położona jest Elektrownia Dolna Odra, która pobiera wodę do chłodzenia kondensatorów turbin w układzie otwartym.
Pierwszym mostem ponad Odrą Wschodnią jest most drogi wojewódzkiej nr 120 w Gryfinie na przedłużeniu ul. Piastów do wsi Mescherin w Niemczech.
Ponad Odrą Wschodnią przechodzi także stalowy most w ciągu autostrady A6 o długości 266,10 m i szerokości 13,40 m.

## Hydrologia
Odcinek Odry Wschodniej do Gryfina (718,5 km) przybiera charakter rzeczno-morski, a następnie – zbliżając się do Szczecińskiego Węzła Wodnego – przechodzi stopniowo w morski, w którym widoczny jest wpływ aktualnych w danym czasie stanów morza i Zalewu Szczecińskiego. Na odcinku tym występują takie zjawiska, jak cofki wiatrowe, różnice stanów morza, dopływy ze zlewni. Zazwyczaj razem z cofką odmorską występuje cofka wiatrowa, wywoływana wiatrami wiejącymi z północy. Dopływy ze zlewni są związane z większymi przyrostami stanów wody ujściowym odcinku Odry.
Zjawiska charakterystyczne dla akwenów morskich powodują duży wzrost stanów wody, a także sztormowe wezbrania odmorskie. Im mniejszy jest przepływ wody w Odrze, tym bardziej wiatry północne oddziałują na cofkę. Natomiast wiatry wiejące z południa powodują obniżenie się zwierciadła wody.

## Stan sanitarny
Odra Wschodnia przyjmuje oczyszczone ścieki z Gryfina. Poprzez Kanał Dolna Odra odprowadzane są także do niej wszystkie ścieki oraz wody pochłodnicze z terenu Elektrowni Dolna Odra w Nowym Czarnowie
W 2005 roku dokonano pomiarów kontrolnych Odry Wschodniej w Gryfinie na 719,0 km od źródeł, gdzie oceniono jakość wody na IV klasę czystości. Dokonano także pomiarów przy moście autostrady A6 na 729,0 km od źródeł, gdzie oceniono jakość wody na III klasę czystości.

## Historia
W Słowniku geograficznym Królestwa Polskiego z 1886 roku Odrę Wschodnią nazwano Żurawiem.

## Zobacz też

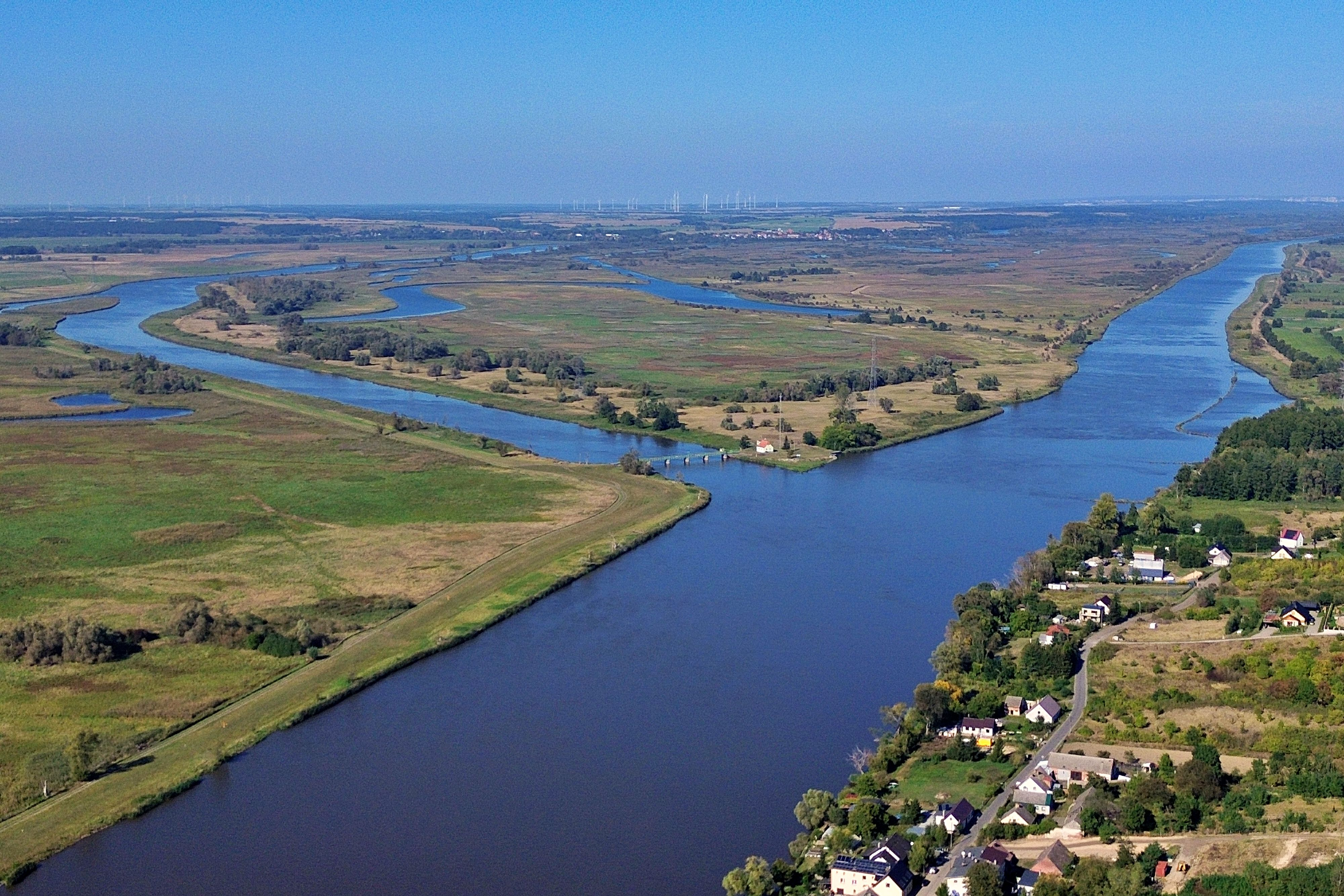
Miejsce rozdzielenia się Odry na Wschodnią i Zachodnią (przegrodzoną jazem) w okolicach Widuchowej